# Мамирсу
Мамирсу́ (каз. Мамырсу) — село у складі Аягозького району Абайської області Казахстану. Адміністративний центр Мамирсуського сільського округу.
Населення — 2463 особи (2021; 2507 у 2009, 3107 у 1999, 2211 у 1989).
Національний склад станом на 1989 рік:
- казахи — 100 %

До 2007 року село називалось Сергіополь.